# Compañía Aeronáutica Nakajima

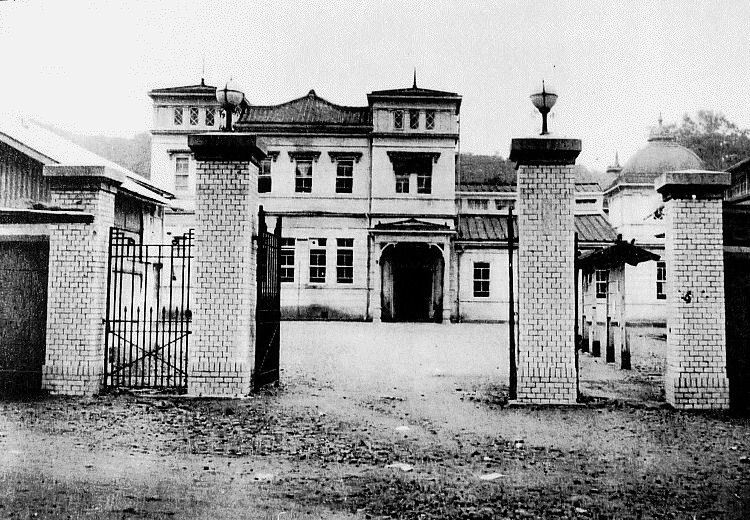
Sede de la Compañía Aeronáutica Nakajima

La Compañía Aeronáutica Nakajima (中島飛行機株式会社 Nakajima Hikōki Kabushiki Kaisha?) fue un importante fabricante de aviones durante la Segunda Guerra Mundial.
La compañía se fundó en 1917 por Nakajima Chikunei, y tomó el nombre Compañía Aeronáutica Nakajima en 1931.
Nakajima tenía varias plantas de fabricación o ensamblaje, concretamente en Tokio, Musashino, Donryu, Ōta, que fue visitada por el emperador Hirohito el 16 de noviembre de 1934, ubicada cerca de la estación de Ota, y por último, la planta de Koizumi, cercana a la estación de Nishi-Koizumi.
Las plantas de Ota y Koizumi fueron bombardeadas el 10 de febrero y el 3 de abril de 1945 respectivamente, resultando gravemente dañadas. Tras la derrota japonesa, la compañía reapareció como la actual Fuji Heavy Industries (FHI), grupo industrial que entre otras actividades, es la fabricante de los automóviles Subaru. En la actualidad, la planta de Ota es propiedad de FHI, y la de Koizumi lo es de Sanyo.

## Modelos producidos
Nakajima fue bien conocida por sus ágiles aparatos de caza durante los primeros años de la guerra.
- Nakajima E2N - Hidroavión biplano de reconocimiento (1927)
- Nakajima E4N - Hidroavión biplano de reconocimiento (1930)
- Nakajima A2N - Caza biplano embarcado (1930)
- Nakajima Tipo 91 - Caza monoplano con ala en parasol (1931)
- Nakajima A4N - Caza embarcado (1935)
- Nakajima B5N - Torpedero de la Armada 中島 Kate (1935)
- Nakajima Ki-27 - Caza monoplano del Ejército (1936)
- Nakajima Ki-43 - Caza del Ejército 隼 "Hayabusa" Oscar (1939)
- Nakajima Ki-44 - Caza del Ejército 鍾馗 "Shoki" Tojo (1940)
- Nakajima J1N - Caza nocturno de la Armada con base en tierra 月光 "Gekko" Irving (1941)
- Nakajima B6N - Torpedero de la Armada 中島 "Tenzan" Jill (1941)
- Nakajima Ki-84 - Caza del Ejército 疾風 "Hayate" Frank (1943)
- Nakajima J5N - Interceptor de la Armada con base en tierra 天雷 "Tenrai" (1944)
- Nakajima Ki-87 - Prototipo de caza de alta cota (1945)

## Prototipos de propulsión a chorro
- Nakajima Kikka - Primer avión japonés a reacción, similar en diseño al alemán Messerschmitt Me 262 (1945)
- Nakajima Ki-201 - Proyecto del Ejército 火龍 "Karyu", basado en el "Kikka" (1945)

## Motores radiales
- Nakajima Sakae
- Nakajima Homare